# إيرل أفريريل جونيور
إيرل أفريريل جونيور (بالإنجليزية: Earl Averill, Jr.)‏ هو لاعب كرة قاعدة أمريكي، ولد في 9 سبتمبر عام 1931، في كليفلاند في الولايات المتحدة، وتوفي في 13 مايو عام 2015، في تاكوما في الولايات المتحدة.

## وصلات خارجية
- إيرل أفريريل جونيور على موقع دوري كرة القاعدة الرئيسي (الإنجليزية)
- إيرل أفريريل جونيور على موقعبيزبول رفرنس.كوم (الدوري الرئيسي) (الإنجليزية)
- إيرل أفريريل جونيور على موقعبيزبول رفرنس.كوم (الدوري الثانوي) (الإنجليزية)
- إيرل أفريريل جونيور على موقع إي إس بي إن.كوم (أم.أل.بي) (الإنجليزية)
- إيرل أفريريل جونيور على موقع مشجعي الرسوم البيانية (الإنجليزية)